# Pincinova jama
Pincinova jama este o arie protejată (sit de importanță comunitară — SCI) din Croația întinsă pe o suprafață de 78,52 ha, integral pe uscat.

## Localizare
Centrul sitului Pincinova jama este situat la coordonatele 45°17′15″N 13°38′07″E / 45.2874°N 13.6352°E.

## Înființare
Situl Pincinova jama a fost declarat sit de importanță comunitară în iulie 2013 pentru a proteja 1 specie de animale.

## Biodiversitate
Situată în ecoregiunea mediteraneană, aria protejată conține 1 habitat natural: Peșteri inaccesibile publicului.
La baza desemnării sitului se află o specie protejată de  amfibieni: proteu de peșteră (Proteus anguinus).